# Patrick Mac Manus
|  | Patrick MacManus er også sangskriveren Elvis Costellos fødenavn |
Patrick Mac Manus (født 1944 i Irland, død 12. august 2011, Håndværkerhavens plejehjem, København) var en irsk digter, forfatter og politisk aktivist. Han var uddannet i filosofi og historie i Dublin og Tübingen og flyttede til Danmark i 1970, hvor han boede til sin død. Han var formand for Landskomiteen Sydafrika-Aktion (1986-1990) og blandt talspersonerne for Foreningen Oprør siden stiftelsen i 2004 og til sin død.
Mac Manus blev den 15. marts 2010 idømt 6 måneders betinget fængsel for forsøg på overtrædelse af straffelovens 114b om støtte til terrororganisationer ved at have opfordret til økonomisk støtte af terrororganisationerne FARC og PFLP.
Mac Manus modtog som repræsentant for foreningen Oprør Gelsted-Kirk-Scherfig-Prisen i 2006.
Efter at Mac Manus havde fundet ud af, at han var alvorligt syg, testamenterede han sin arv til Dagbladet Arbejderen. Efter hans død afholdt Arbejderen 30 års jubilæum den 1. september 2012, hvor man præsenterede den nystiftede pris Patrick Mac Manus Mindepris, som uddeles til ære for Mac Manus og retten til at gøre oprør.

## Udvalgte værker
- Heksenes genkomst – om afrikanske udviklingsperspektiver (1993)
- Klagesang for Art O Laoghaire (1994)
- Fra Den udeblevne Apokalypse (1997)
- For endnu at kunne leve (2000)
- Den tilkæmpede historie – fabler og fortællinger (2009)
- Europa – som drøm og mareridt (2011) med illustrationer af Grete Folman. ISBN 978-87-89599-18-2